# Sheherazade (Ravel)
Sheherazade (liên ca khúc) là tác phẩm dành cho các giọng hát và dàn nhạc giao hưởng của nhà soạn nhạc người Pháp Maurice Ravel. Tác phẩm này được Ravel viết từ bài thơ của Léon Leclère (bài thơ này được Leclère sáng tác dưới bút danh Tristan Klingsor). Tác phẩm được viết vào năm 1903, trình bày lần đầu tiên vào 1 năm sau đó tại Paris, Pháp.